# طاقة حرة ثرموديناميكية
طاقة حرة ثرموديناميكية أو طاقة حرة أو«طاقة ديناميكية حرارية حرة » في الكيمياء والفيزياء (بالإنجليزية: thermodynamic free energy) هي كمية الشغل الذي يمكن أن تؤديه نظام ترموديناميكي. تشكل تلك العلاقة فكرة هامة في علم الحركة الحرارية التي يدرس العمليات الكيميائية والعمليات الحرارية في الهندسة والعلوم. والطاقة الحرة هي طاقة داخلية في نظام مطروحا منها كمية الطاقة التي لا يمكن الاستفادة منها بأداء شغل. تلك الكمية من الطاقة التي لا يمكن الاستفادة منها في أداء شغل هي حاصل ضرب أنتروبيا النظام مضروبة في درجة حرارة النظام.
ومثل الطاقة الحرة مثل الطاقة الداخلية فكلاهما دالة حالة النظام.

## مقدمة
الطاقة الحرة هي تلك الطاقة الموجودة في نظام يمكن الاستفادة منها بأداء شغل ترموديناميكي، أي شغل ناتج عن طاقة حرارية. والطاقة الحرة لنظام تنفذ بعد أدائها شغل، أي أنها تكون عملية غير عكوسية. وطبقا للقانون الأول للديناميكا الحرارية ف «الطاقة تبقى ولا تفنى». وطبقا ل القانون الثاني للديناميكا الحرارية فيمكن للطاقى أن تؤدي شغلا خلال فترة زمنية معينة. ويمكن استنتاج عدة معادلات تعطي الطاقة الحرة لنظام تعتمد كل منها على ظروف معينة. وتعتبر دوال الطاقة الحرة تحويلات ليجاندر للطاقة الداخلية لنظام. وبالنسبة إلى عملية ثرموديناميكية يكون خلالها النظام تحت ضغط ثابت، ز درجة حرارة ثابتة، تكون طاقة جيبس الحرة هي المفيدة حيث أنها تغير إنتروبيا النظام بسبب الحرارة، وبالإضافة إلى ذلك فهي تولد شغلا (p.dV) لكي «تفسح مكانا للجزيئات المتكونة جديدا» الناتجة خلال العملية (pالضغط و dV التغير في حجم النظام).
نعرف في الترموديناميكا أيضا طاقة هلمهولتز الحرة ولها أهمية نظرية حيث أنها تتناسب طرديا مع لوغاريتم دالة التجزئة في الميكانيكا الإحصائية. ولهذا يستخدمها الفيزيائيون والكيميائيون والمهندسون المهتمون بالحالة الغازية ولا يريدون إهمال الشغل pdV .
وقد قام هلمهولتز بتعريف الطاقة الحرة بالمعادلة:
W = U − TS
حيث:
U الطاقة الداخلية،
T درجة الحرارة المطلقة،
وS الإنتروبي.
وقيمتها مساوية لكمية الشغل المؤدى على النظام خلال عملية عكوسية مع ثبات درجة الحرارة T أو الناتجة من النظام. ونظرا لأن المعادلة لا ت1كر شيئا عن الضغط أو الحجم، فتعتبر معادلة هلمهولز للطاقة الحرة معادلة عامة: وانخفاضها يعني «أقصي كمية شغل يمكن أن يؤديه النظام». وإذا زادت فعهي تعطي أقصى كمية شغل يمكن أن نؤديه نحن «على» النظام.
وهناك طاقة جيبس الحرة، وتعريفها،
G = H − TS
حيث:
H is the الإنثالبي (المحتوى الحراري في النظام).
(H = U + pV ، حيث p الضغط و V الحجم.)
تاريخيا يستعمل الفيزيائيون طاقة هلمهولز الحرة، بينما يستخدم الكيميائيون غالبا طاقة جيبس الحرة.

## تطبيقات
تستخدم تلك المعادلتين عمليا مع الاحتفاظ ببعض المتغيرات ثابتة، مثل ثبات درجة الحرارة والحجم أو الضغط، كما أنها استخدمت نظريا لاستنباط علاقات ماكسويل. وقد يكون هناك شغل بالإضافة إلى pdV ، مثل شغل كهروكيميلئي كما في خلية جلفانية أو بطارية، أو شغل ناتج عن مرونة مواد مرنة {\displaystyle f\cdot dx} مثل حركة العضلات فهي تنفرد وتنكمش وتؤدي شغلا. كما نجد الشغل أيضا في الإجهاد الميكانيكي وإجهاد الانحناء وفي المغناطيسية والتمغنط الأديباتي الذي يستغل في التبريد بالقرب من الصفر المطلق.
ويهمنا في معظم الأحوال معرفة درجات حرية في النظام، ومسار تفاعل كيميائي، وتحول الطور والتي تزيد الإنتروبيا. كذلك نجد أن العينات التي نستخدمها في المختبرات وفي حياتنا العامة، نجد أن الطاقة الحرة تعتمد كثيرا على التركيب الكيميائي للمادة، والذي يرجع إلى الكمون الدينامي الحراري للمواد ومن ضمنها الطاقة الداخلية للمواد أو الأنظمة.
الصيغة التفاضلية لمعادلتي الطاقة الحرة لعملية عكوسة (حيث نعتبر الشغل الناتج عن تغير pV فقط) هما:
{\displaystyle \mathrm {d} W=-p\,\mathrm {d} V-S\mathrm {d} T+\sum _{i}\mu _{i}\,\mathrm {d} N_{i}\,}
{\displaystyle \mathrm {d} G=V\mathrm {d} P-S\mathrm {d} T+\sum _{i}\mu _{i}\,\mathrm {d} N_{i}\,}
حيث:
μi الكمون الكيميائي للمادة i في النظام،
Ni هي عدد الجزيئات من النوع i .
تهمنا الصيغة الثانية بصفة خاصة حيث تكون درجة الحرارة والضغط ثابتين، وهي ظروف يمكن التوصل إليها بسهولة في المختبر، علاوة على أنها تصف أيضا حالة الكائنات الحية.
{\displaystyle (\mathrm {d} G)_{T,p}=\sum _{i}\mu _{i}\,\mathrm {d} N_{i}\,}
ويعطي أي تغير في دالة جيبس لنظام الحد الأقصى لأي شغل يؤديه النظام خلال عملية تتساوى فيها الضغط ودرجة الحرارة على الوسط المحيط. أي يمكن وصفها أيضا بأنه «الشغل الانتشاري» الذي يظهر كحاصل ضرب درجة الحرارة في زيادة الإنتروبيا في النظام أو في الوسط المحيط.
وعلى سبيل المثال، طاقة السطح الحرة، وهي مقدار زيادة الطاقة الحرة عندما تزداد مساحة سطح بمقدار وحدة المساحة.

## طاقة جيبس الحرة والخلية الكهروكيميائية
[مقالة رئيسية كيمياء كهربية]
خلال عمل خلية كهروكيميائية تتحول طاقة كيميائية إلى طاقة كهربائية ونحسبها بحاصل ضرب القوة الدافعة الكهربائية في الشحنة الكهربية المارة خارج الخلية.
Electrical energy = Ecell . Ctrans
حيث:

Ecell جهد الخلية بالفولت،
Ctrans التيار المار خارج الخلية عبر الزمن ونقيسه بالكولوم. كما يمكن تعيينه بحاصل ضرب عدد الإلكترونات ب المول التي مرت خلال الفترة الزمنية مضروب في ثابت فاراداي F .
والقوة الدافعة الكهربائية emf للخلية هي الجهد الأقصى بين القطبين عند عدم مرور تيار كهربائي.
ويمكن منها حساب أقصى طاقة كهربائية يمكن الحصول عليها من تفاعل كيميائي. وتسمى تلك الطاقة «الشغل الكهربائي» ويُعبر عنه بالمعادلة الآتية:
Wmax = Welectrical = –n.F·Ecell,
حيث الشغل معُرف هنا كشغل موجب الإشارة مؤدى على النظام.
ونظرا لكون طاقة غيبس الحرة هي أقصى كمية شغل يمكن الحصول عليها من نظام، فيمكننا كتابة المعادلة
 على النحو التالي:
ΔG = –nF·Ecell
ويُنتج جهد موجب الإشارة تغير سالب في طاقة غيبس الحرة  ، وهذا اصطلاح بين العلماء في تحديد إن كان الشغل مؤدى من الخارج على النظام أو أن الشغل يؤديه النظام وينشره خارج النظام. وعندما يكون جهد الخلية موجبا الشحنة يكون مقترنا بتيار كهربائي من المهبط إلى المصعد عن طريق السلك خارج الخلية. وفي حالة قهرنا للتيار الخلية وأوصلناها بمصدر جهد أكبر من الخارج يمر فيها تيار كهربائي في عكس الاتجاه، عندئذ نكون بذلك نؤدي شغلا على الخلية (في الخلية) وتجري بالتالي عملية تحليل كهربائي.

ويمكن بواسطة تفاعل كيميائي كهربائي ذاتي (وهو تغير في طاقة جيبس الحرة أقل من الصفر) توليد تيار كهربائي في خلية كهروكيميائية. وهذا هو مبدأ جميع البطاريات وخلية الوقود. ومثلا، يمكن اتحاد غاز الأكسجين O2 وغاز الهيدروجين H2 في خلية وقود فيتكون ماء وتنتشر طاقة عن هذا التفاعل (تفاعل ناشر للحرارة)، وهو مثال ينتج طاقة كهربائية وطاقة حرارية في نفس الوقت.

العلاقة بين ثابت التوازن K وطاقة جيبس الحرة لخلية كهروكيميائية هي كالآتي:
ΔG° = –RT ln(K) = –nF·E°cell
وبتغيير المعادلة يمكننا الحصول على «الجهد القياسي» كدالة لثابت التوازن:
{\displaystyle {\mbox{E}}_{cell}^{o}={{\mbox{RT}} \over {\mbox{nF}}}{\mbox{ln K}}\,}